# Thomas Kaltenecker

Thomas Kaltenecker

Thomas Kaltenecker (* 10. Juni 1891 in Sünching; † 11. Januar 1960 in San Isidro bei Buenos Aires) war ein deutscher Gärtner und Politiker (Wirtschaftliche Vereinigung).

## Leben und Wirken
Nach dem Besuch der Volksschule in Sünching und der Handelsschule in Regensburg studierte Kaltenecker ein Semester lang an der Gartenbauschule in Bautzen. In den Jahren 1907 bis 1910 ging Kaltenecker seinem Beruf als Gärtner und Obergärtner in Frankreich, England und Belgien nach. In den Jahren 1910 bis 1912 war Kaltenecker Besitzer einer Gärtnerei in Sünching. Von 1912 bis 1917 gehörte er dem Militär an.
Nach dem Ersten Weltkrieg ließ Kaltenecker sich im bayerischen Bogen nieder, wo er erneut eine Gärtnerei betrieb. Im Oktober 1923 wurde er erster Vorsitzender des neugegründeten Bezirksgewerbevereins in Bogen. Politisch engagierte Kaltenecker sich seit etwa Mitte der 1920er Jahre in der Wirtschaftlichen Vereinigung.
Bei der Reichstagswahl vom Dezember 1924 wurde Kaltenecker in den Reichstag gewählt, dem er bis zum Mai 1928 als Vertreter des Wahlkreises 25 (Niederbayern) angehörte.
1937 wanderte Kaltenecker nach Südamerika aus, wo er 1960 starb.